# Средневековая Босния
Средневековая Босния — период в истории Боснии и Герцеговины между античностью и османским владычеством. Средневековое боснийское государство, располагалось на территории современной Боснии и Герцеговины и соседних с нею стран, было образовано в XII веке. С конца XII века получило распространение богомильство, из которого выросла Боснийская церковь. В меньшей мере были распространены католическая и православная церкви. Государство значительно расширилось в XIV веке при Степане Котороманиче и Твртко I, который провозгласил себя королём «сербов, Боснии, Поморья и Западных стран». В 1448 году боснийский феодал Степан Вукчич принял титул «герцога святого Саввы», отчего впоследствии его владения (прежняя область Хум) получили название Герцеговины. Босния была завоёвана турками в 1463 году, Герцеговина — в 1482 году.

## Боснийский банат

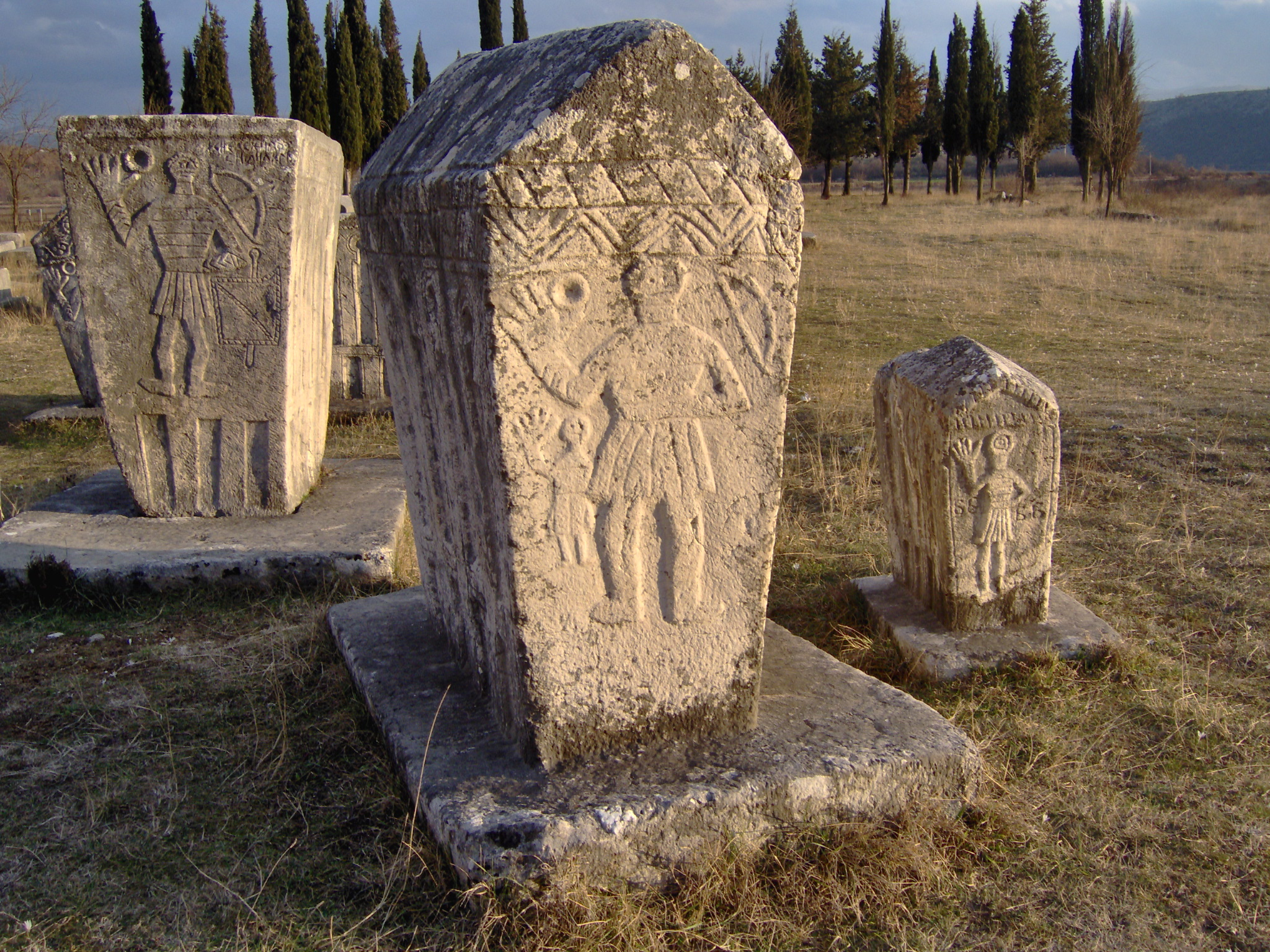
Стечки — надгробия богомилов

Босния под названием «Босона» впервые упоминается в сочинении «Об управлении империей», написанном Константином Багрянородным около 950 года. В X веке письменные источники зафиксировали процесс обособления Боснии как особой этнополитической общности от остальных сербских земель. Босния, бывшая сербской склавинией после заселения её сербскими племенами, и первоначально возникшая в бассейне рек Босны и Врбаса, как целостное государственное образование появилось, вероятно, в X—XI веках. Во главе этого государства стоял бан. В начале XII века распалось Дуклянское государство, и Босния обрела самостоятельность. После присоединения Хорватского королевства к Венгрии в 1102 году, последняя стремилась покорить рядом расположенную Боснию. В 1150-е годы во главе боснийского государства был поставлен вассал венгерского короля — славонский вельможа Борич. После Византийско-венгерской войны в 1160-е годы Босния в течение 13 лет оказалась под Византией. Со смертью императора Мануила I она вернулась под власть Венгерского королевства. Отныне и до завоевания страны турками в 1463 году Босния, в той или иной мере, оставалась вассалом Венгрии. Страна была поделена на области, как и в Сербии, называвшиеся жупы. Они возглавлялись честниками, которые назначались баном. Они собирали налоги, осуществляли административно-судебные и военные функции.

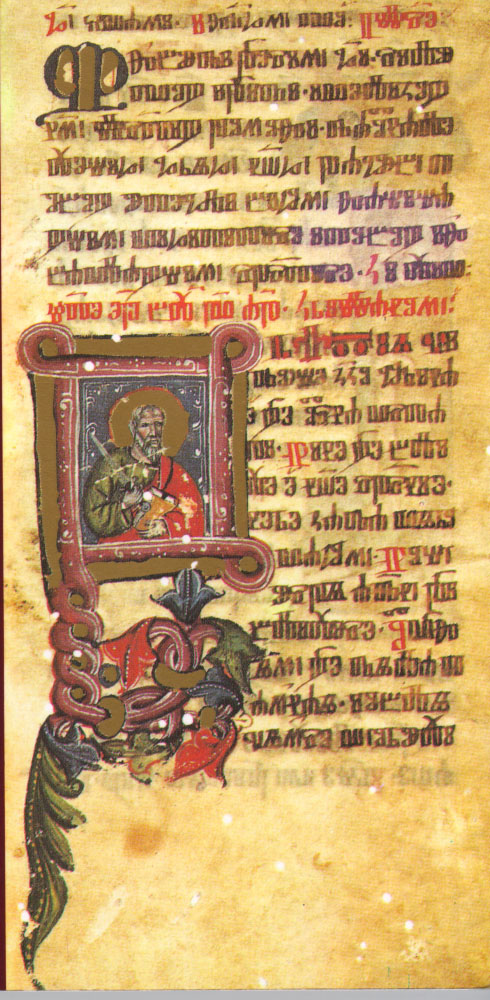
Хрвоев миссал

Первой известной церковной организацией, действовавшей на территории Боснии с конца XI века, была католическая Барская архиепископия. Позднее Босния непродолжительное время находилась под управлением Сплитской митрополии. При этом Босния в тот период могла находиться и под восточнохристианским влиянием. В конце XII века боснийский бан Кулин чтобы ослабить влияние хорвато-венгерского духовенства перешёл под управление Дубровницкой архиепископии. В это время в Боснии объявились первые еретики, пришедшие из Далмации. Католическая церковь подозревала их в причастности к патаренству, Кулин был обвинён в пособничестве. В 1203 году посланный в Боснию папский легат взял письменное обязательство со стороны Кулина, боснийского духовенства и дубровницкого архидьякона следовать католицизму. В 1220 году православные приходы на территории Боснии были оформлены в Дабарскую епархию Святым Саввой. В 1232 году для упрочения учения католической церкви местного епископа заменили иностранцем, который был вынужден уехать в Славонию в 1239 году. На борьбу с ересью в Боснию прибыли доминиканцы, а в XIV веке и францисканцы. В 1234 году для борьбы с «ересью» по призыву пап начались регулярные походы венгерских феодалов в Боснию, мечтавших подчинить себе эту страну, и разорявшие её. С боснийской церковью была тесно связана древнебоснийская литература.
В 1241 году на боснийскую землю ступила орда монголов. В 1235 году бан Матвей Нинослав пытался отстоять независимость страны от Венгрии, однако был вынужден признать себя венгерским вассалом. Приезда I тоже показал себя как послушный слуга Венгрии. Такое положение правителя ослабляло его власть внутри страны. В середине XIII века венгры отобрали у боснийцев северные области — Соли и Усора. После ослабления королевской власти в Венгрии в 1290-х годах там произошло усиление знати. Хорватский феодал Павел из рода Шубичей смог расширить свои владения, и в 1299 году принял титул бана Хорватии, Далмации и господина Боснии. Ему наследовал его брат Младен, который погиб в раздоре с патаренами; после чего власть в Боснии перешла к Младену II. За четверть века правления Шубичи постарались расширить влияние католицизма в Боснии, преследуя боснийскую церковь, что вызывало сильное противодействие местной знати. Младен II не удержался в Боснии, и власть снова перешла к династии Котроманичей. Степан Котроманич смог значительно укрепить и расширить своё государство на запад и север, на Адриатическое побережье от Омиша до Дубровника. Исповедуя католицизм, бан имел хорошие отношения с последователями боснийской церкви. При этом венгерский король оказывал ему покровительство. Во время неурядиц в Сербии он завладел Хумом. В 1332 году Степан II установил торговые отношения с Дубровником. Опорой правителя служили боснийские феодалы, которые в награду получали новые земли и города и освобождались от налогов.

## Боснийское королевство

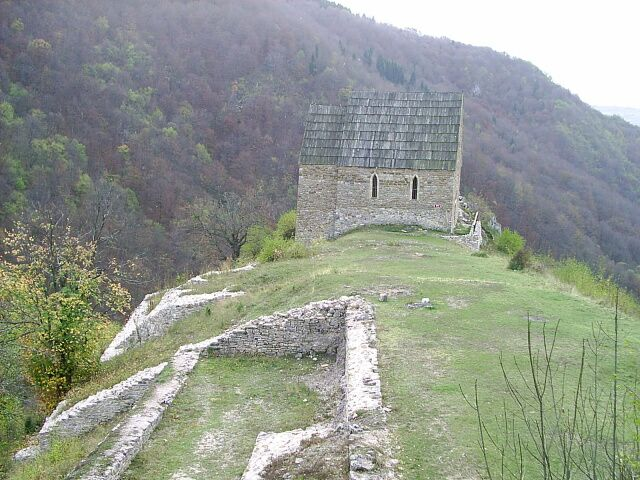
Бобовац, как и большинство других столиц Боснии, сохранился лишь в виде руин

Степан Твртко (правл. 1353—1391) стал баном Боснии, когда ему было 15 лет. Молодой правитель столкнулся с оппозицией боснийской властелы. В 1357 году он вынужден был помириться с венгерским королём Людовиком Великим, признав себя его вассалом и уступив последнему Завршье с торгом Дриева и часть Хума между реками Цетиной и Неретвой. В 1303 году Людовик пошёл на Боснию с войной против еретиков, но встретил противодействие и отступил. В 1373 году боснийцы завладели землями воинственного травунского феодала Николы Алтомановича в бассейне рек Лима, Тары и Пивы. Вскоре к Боснии отошли и приморские владения Николы. Будучи в родстве с Неманичами (бабка Степана была дочерью сербского кроля Драгутина), после пресечения сербской династии в 1377 году Твртко I венчался в сербском монастыре Милешева у гроба святого Саввы как «король сербов, Боснии, Поморья и Западных стран». После включения в состав Боснии западных сербских (Подринье и Требине) и хорватских земель на Адриатике, чему способствовала ослабление Венгрии, Твртко провозгласил себя «королём Сербии, Боснии, Далмации и Приморья». В 1380-х годах турки совершили первые грабительские походы на Боснию. Осенью 1388 года воевода Влатко Вукович разбил турецкое войско в битве при Билече в Травунии. Осознавая турецкую угрозу, Твртко заключил союз с сербским князем Лазарем. В 1389 году боснийцы участвовали в битве на Косовом поле. Твртко старался освободить страну от монополии дубровницких купцов на торговлю. Для этого он оказал поддержку купцам Котора и в 1382 году основал в Которском заливе город Святой Степан для ведения соляной торговли. Однако из этого ничего не вышло: Дубровник и Венгрия воспрепятствовали Боснии вести самостоятельную торговлю. Расширение территории государства сопровождалось пожалованием боснийской знати новых земель.

## Социально-экономическое развитие

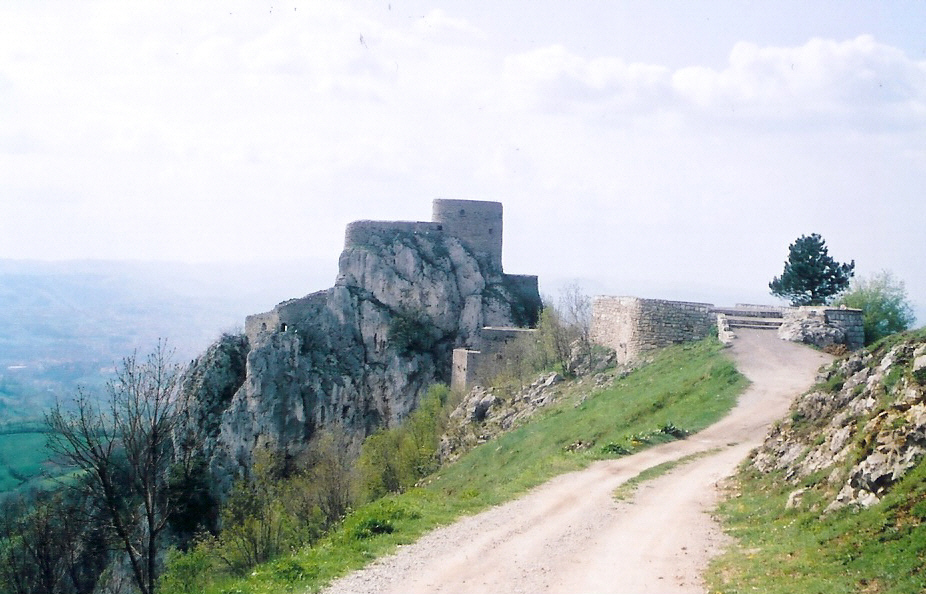
Сребреник — неприступная крепость Златоносовичей

Босния на всём протяжении своей истории была государством со слабой властью бана и короля, которые избирались на воеводском собрании — станке. Правитель опирался на узкий круг лиц — «поштенну дворщину». Феодальные отношения в Боснии развивались медленно. К концу XII века уже сформировалась феодальная собственность на землю, крестьяне оказались в зависимом положении. Боснийская знать, состоявшая из кнезов, происходила из родо-племенной верхушки старейшин. Крупнейшие феодалы составляли властелу. Крупная собственность на землю называлась «дедина», «племенита баштина», «племенштина». Господствующая Боснийская церковь крупной земельной собственностью не владела, католическая и православная церкви в Боснии большой роли не играли, поэтому светское землевладение преобладало. К концу XV века сформировалась иерархия феодалов: верхнюю ступень занимали великие воеводы и воеводы, нижнюю — властеличичи, которые нередко были вассалами великих воевод. Феодально-зависимые крестьяне назывались «люди», иногда «кметы» (термин недостаточно ясен). В XIV веке крестьяне были прикреплены к земле феодала, потеряв право отъезда. В южной Боснии кроме земледельцев проживало много скотоводов — влахов, как и в Сербии, попавших в феодальную зависимость. Существовали также рабы-сервы, работавшие в основном слугами. До XV века из Боснии вывозилось большое количество рабов, большинство из которых были приверженцами еретической Боснийской церкви.

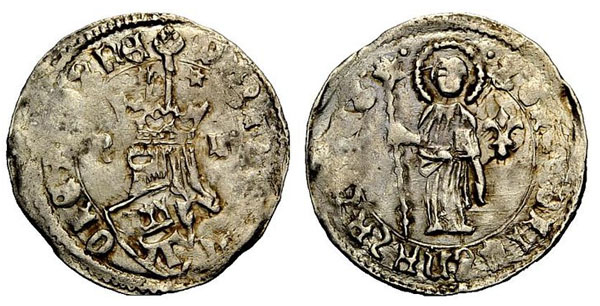
Монеты Твртка II

В конце XIII—XIV веке начало развиваться горное дело благодаря залежам полезных ископаемых (серебра, свинца, золота, железа, меди, соли) в центральных и северных районах Боснии. Рудники средневековой Боснии:
- Остружница (известен с 1349 года; на нём добывали серебро и медь),
- Сребреница (известен с 1352 года; серебро, свинец и медь),
- Фойница (известен с 1365 года; серебро),
- Бусовача (упоминается лишь в 1376 году; железо),
- Крешево (известен с 1381 года; серебро),
- Олово (известен с 1382 года; свинец),
- Дежевица (известен с 1403 года; серебро и свинец),
- Дусина (упоминается лишь в 1413 и 1442 году; серебро).

Из них крупнейшими были Сребреница и Фойница.
В XIV веке правители Боснии начали чеканить собственные монеты. Добыча и торговля металлами способствовала возникновению городов: Олово, Крешево, Остружница, Дежевице, Хвойница. Во второй половине XIV века важным рудником страны становится Сребреница («в нём же сребродельци множество»). В XV веке за обладание Сребреницей Босния соперничала с Венгрией и Сербией. Горное дело в большой мере находилось в руках немцев, дубровчан и других чужеземцев, которые уплачивали определённый откуп.
Среди ремёсел получило развитие кузнечное дело, выделка грубого сукна, кожевенное, оружейное, ювелирное, швейное, обувное производство. В первой половине XV века в Боснию приехало много ремесленников из Дубровника. Известны многочисленные колонии дубровницких ремесленников, рудокопов и мастеров: в Сребренице, Хвойнице, Крешево, Високо.
Торговыми центрами были города Борач, Зворник. В торговом отношении Босния была связана в первую очередь с Дубровником и остальным Адриатическим побережьем через долину реки Неретвы. Купцы из Дубровника получили право свободной торговли на основании грамоты бана Кулина в 1189 году. Этот договор подтверждался последующими правителями страны. В XIV веке баны заключали аналогичные договор с торговцами из Сплита, Задара, Трогира, Шибеника. Купцы из этих городов привозили в страну вино, рыбу, масло, ткани, оружие, бумагу, изделия из металла и стекла; вывозили мёд, воск, лён, скот, шкуры и кожи животных. Металл вывозился в основном через Дубровник. Через торг Дриева в долине Неретвы шёл основной поток работорговли в Средневековой Боснии.
Торговые пути часто проходили по брегам рек. Товар, при ввозе и вывозе, перевозили караванами на лошадях. Повозки из-за недостатка дорог практически не использовались. Главным торговым путём (лат. via Narente, via Chelmi), связывающим Боснию с морем и Дубровником, была долина Неретвы. Караваны двигались по левому берегу реки и через Коньиц попадали в Боснию. Другой важной дорогой был «дринский путь» (лат. via Drine, via Bosne). Он вёл из Дубровника через Требине и реку Дрину в восточную Боснию. За передвижение товара по Боснии взимались таможенные пошлины.

## Монастыри и церкви

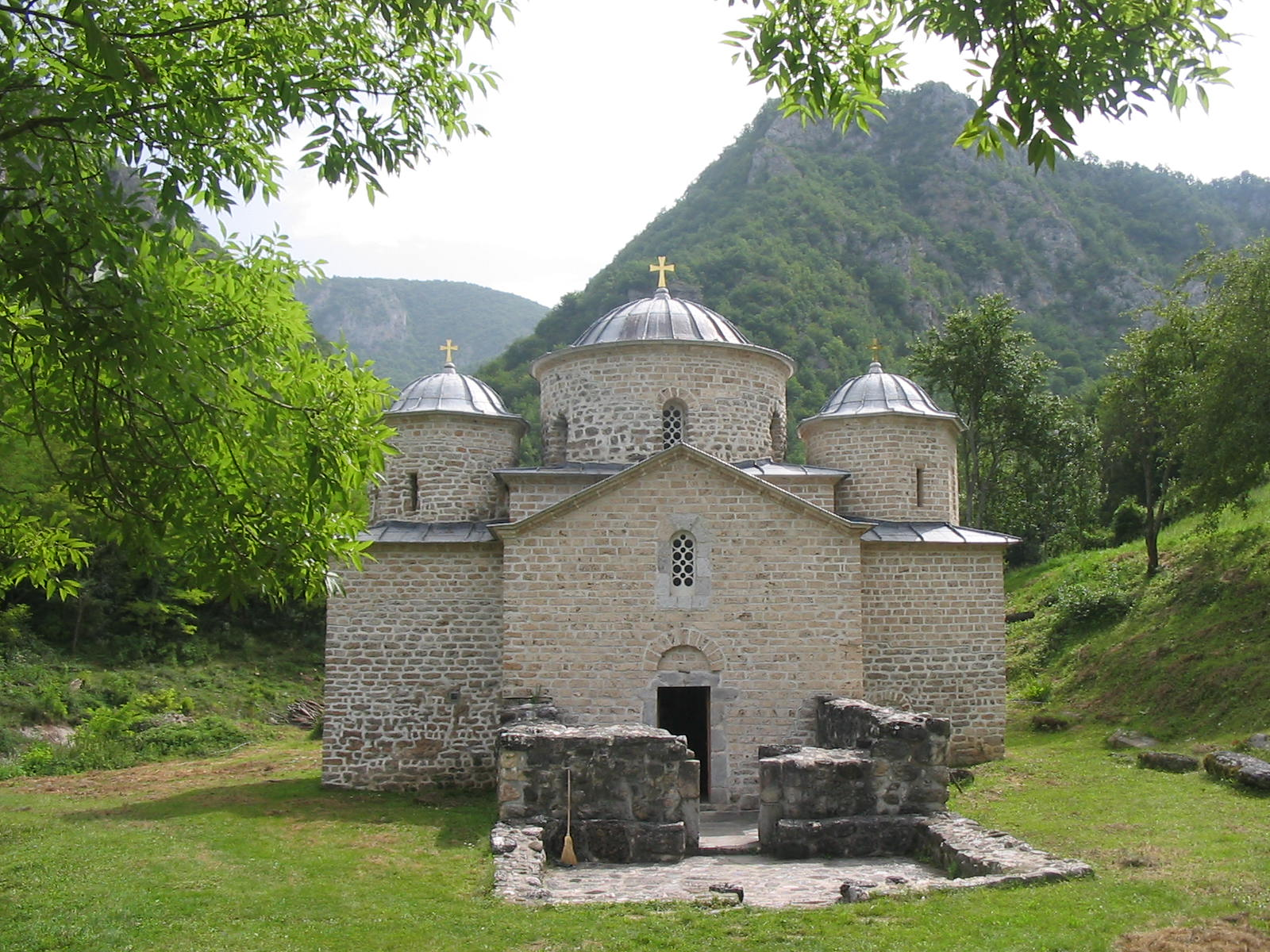
Бродарево — задужбина монаха Давида из рода Неманичей

До завоевания Боснии турками в ней действовали православные монастыри: Папрача, Ломница, Тавна, Добрун, Бродарево, Озрен, Рмань, Завала, Косиерово, Милешева; церкви: в Сребренице, построенная в 1419 году сербским деспотом Стефаном Лазаревичем, церковь Святого Георгия в Сопотнице под Горажде, построенная как задужбина хумского герцога Степана Вукчича в 1454 году, церковь святого Петра в Бело-Поле на Лиме, которая была задужбиной хумского князя Мирослава, церковь святого Петра в Чичево под Требинем.
Доминиканцы в XIII веке построили монастыри в Дубице и Бихаче, несколько церквей, в том числе в жупе Врхбосна — церкви святого Петра в местечке Брдо и святого Степана во Вручи, церковь святого Михаила в Ротимле в жупе Лепенице. Упоминается и церковь в Сребренице. Францисканцы имели множество монастырей, в том числе монастырь с церковью святого Николая в Миле, монастыри в горнорудных районах страны: в Сребренице, Олово, Крешеве, Фойнице, Зворнике. По некоторых данным, католические церкви находились в городах Яйце, Сутьеске, Тузле, Бихаче, Биелине, Гребене, Теочаке, Гламоче и в других местах; монастыри в Любушках, Конице.
Монастыри Боснийской церкви (серб. хижа), в которых проживало духовенство, существовали в центральной Боснии и рядом расположенных районах, однако в Боснии они до сих пор не найдены. Эта организация не являлась государственной церковью средневековой Боснии.

## Административно-территориальное устройство

Расширение Боснии в XII—XIV вв.

Территориально-политическая организация Боснии в раннефеодальный период до XII века включала «земли», жупы, сельские общины и владения феодалов. «Земли» представляли собой объединения, состоящие из 7—12 жуп. К раннефеодальным «землям» Боснийского государства относились Босния, Усора, Соли, Нижние края и Хумская земля. С развитием феодализма в XIII—XIV веках система управления состояла из феодальных областей и владений, а также жуп и сельских общин. Существовали и катуны — поселения влахов. В период позднего феодализма, который пришёлся на время существования Боснийского королевства (1377—1463), государство делилось на феодальные области, котары (округа) или позднефеодальные жупы, владения феодалов, вароши, общины горняков, сельские общины и катуны влахов.
Боснийское государство в X веке: Босния — историческое ядро (владения Котроманичей); Врхбосна — периферия исторического ядра (владения Павловичей). Для дубровчан понятие «Босния» в Средние века означало куда меньшую область, нежели во времена турок: даже в XV веке они не относили к Боснии ни Западные страны, ни Подринье. При бане Кулине (1180—1204) в состав Боснии вошла Усора, Соли (владения Златоносовичей), Нижние края (владения Хорватиничей), Загорье (владения Санковичей). В XIV веке при Степане Котороманиче и Твртко I — хорватские земли в бассейне рек Врбаса, Саны (владения Бабоничей), Уны, северная Далмация (владения Шубичей), Западные страны (Завршье); сербские земли — Хум вместе с Поморскими землями, включая Неретвлянскую краину и Конавле, Подринье, Травуния, часть Зеты.

## Упадок и турецкое завоевание

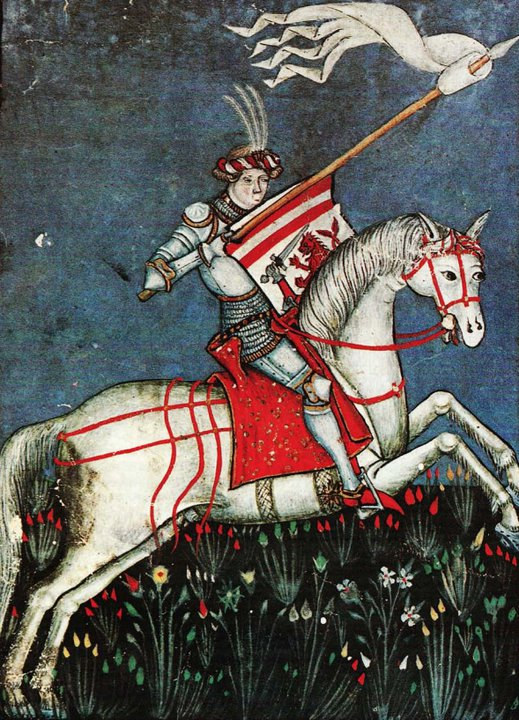
Воевода Хрвое, миниатюра XV века

После смерти Степана Твртко центральная власть ослабела. Новый король Степан Дабиша оказался слабым как перед Венгрией, так и перед собственными феодалами. В период его правления усиливалось влияние боснийской властелы, в том числе Хорватиничей, владевших землями на северо-западе Боснии, Косачей — владетелей земель на юге страны, и Павловичей, земли которых располагались как в восточной Боснии, так и на юге в Травунии. Дубровник подарил в городе дворец воеводе Хрвою, а «святодмитровскую подать», которая со времён Твртко шла в казну короля, получал хумский феодал Сандаль Хранич. Позднее Сандаль принял участие в свержении короля Остои. В 1408 году венгерский король Сигизмунд пошёл против боснийских феодалов с «крестовым походом», который закончился истреблением последних. В 1410 году под власть Венгрии перешли северные города Соли и Усора, а Сребреница отошла Сербии. В 1420-е годы Боснию раздирали междоусобицы, подогреваемые вмешательством со стороны венгров и турок. Павловичи и некоторые другие феодалы под угрозой разорения были вынуждены признать власть турок, которые продолжали совершать грабительские набеги в Боснию. Во время наступления турки задабривали угнетённых крестьян, обещая им свободу. В 1430-е годы во время внутренних распрей было сожжено и разрушено 16 монастырей и церквей. Пришедший к власти Твртко II пытался оказать противодействие вражески настроенным феодалам и туркам, опираясь на Венгрию. Но в итоге и он признал себя данником турецкого султана. Рассчитывая на помощь католической церкви, Твртко II поддержал деятельность францисканцев, которая вызвала сопротивление сторонников Боснийской церкви. Следующий король Степан Томаш признал себя данником Венгрии, и, продолжая политику своего предшественника, учинил расправы над патаренами. К 1450-м годам началось политическое и экономическое владений Сандаля Хранича на юге страны: земель, относительно поздно вошедших в состав Боснии. Племянник Сандаля Степан Вукчич, враждебно настроенный к королю Томашу, превратил свои владения в самостоятельное политическое образование, находившуюся в зависимости от турок. В 1448 году он принял титул «герцога святого Саввы» (или воеводы святого Саввы), отчего впоследствии его владения получили название Герцеговины.

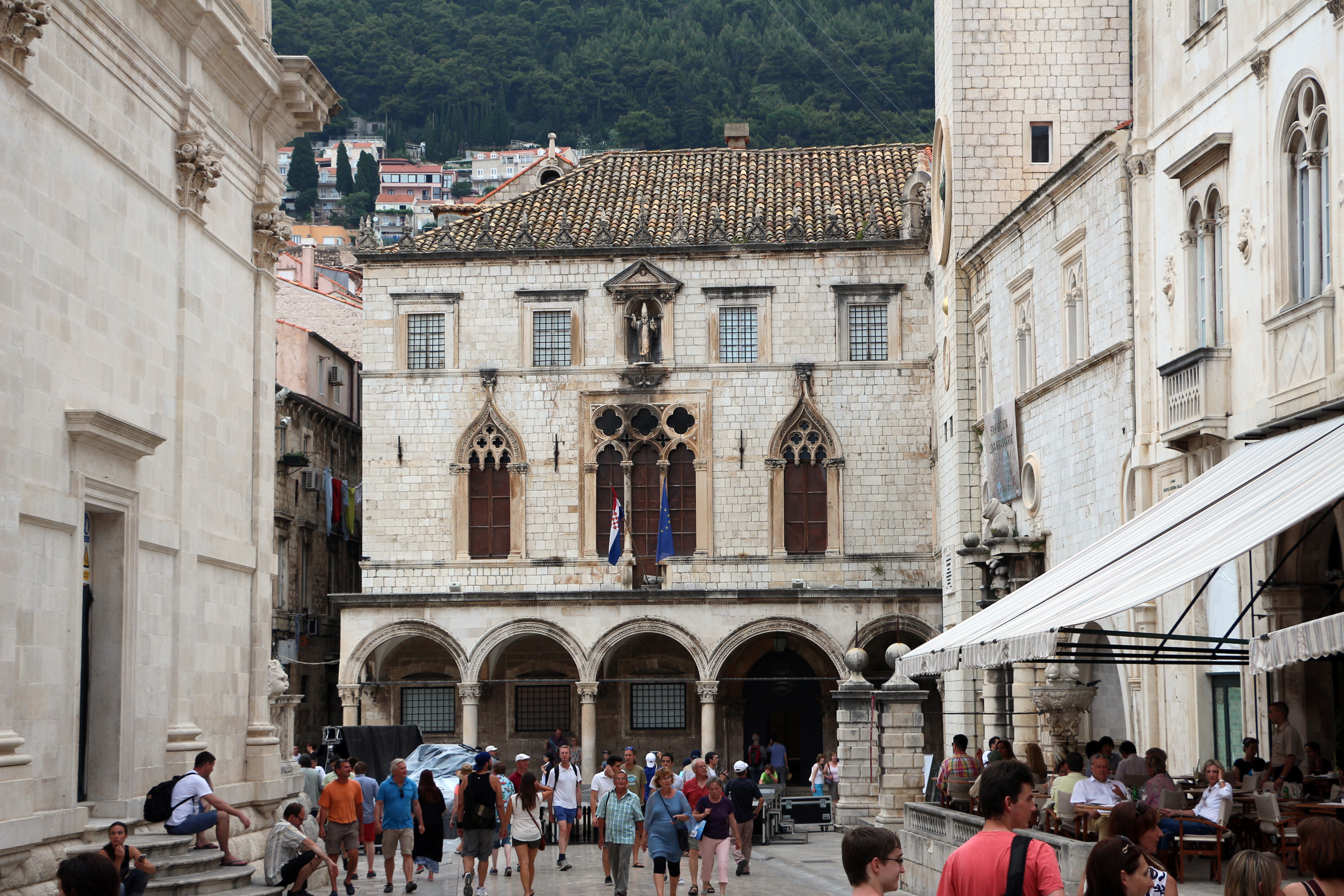
Архив Дубровника — ценный источник знаний о средневековой Боснии, архивы которой были уничтожены с приходом турок

Последний король Боснии Степан Томашевич (правл. 1461—1463), будучи последним правителем средневекового сербского государства (1459), под угрозой турецкого вторжения в Боснию обратился за помощью к Риму и Венеции. На станке в Яйце, последней столице средневековой Боснии, на него впервые в истории страны была возложена корона, присланная папой. Степан отказался платить разорительную для страны дань султану. В ответ на это в 1463 году султан Мехмед II со своей армией вторгся в Боснию, занял Бобовац. Не получив поддержки от Рима, Степан бежал в город Ключ, где был схвачен в плен. Отдав приказ гарнизонам сдать города, Степан Томашевич был казнён под городом Яйце. Босния, раздираемая прежде феодальной и религиозной борьбой, практически без сопротивления сдалась на милость победителю. После падения Боснии Венеция 14 июня 1463 года возвестила: «На глазах у мира сгорело одно выдающееся королевство». Турецкий поход длился в течение полутора месяцев. Завоевание вызвало массовый исход на земли соседней Венгрии. Только в Ликскую и Крбавскую жупанию после падения Яйце переселилось 18 000 сербских семей. Осенью 1463 года венгерский король Матьяш I организовал поход и завладел завоёванными турками землями в северной Боснии с городами Сребреником и Яйце, которые к 1528 году были отвоёваны турками. Герцеговина была полностью завоёвана турками в 1482 году. Весть о гибели Боснийского государства докатилась до Руси, «Русский хронограф» 1512 года сообщал: «Внезапу вся в мерзость запустениа быша, вся горести исполнишася, храми разоряхуся и сожигахуся, людие изгонимы бываху… всея земля Серпъские, еже не по мнозе бысть от безбожных турок… Сиа убо вся благочестиваа царствиа — Греческое и Сербское, Басаньское… грех ради наших Божиим попущением безбожнии турки поплениша, и в запустение положиша, и покориша…».